# Kahutsi
Kahutsi is een plaats in de Estlandse gemeente Saaremaa, provincie Saaremaa. De plaats heeft de status van dorp (Estisch: küla).
De plaats viel tot in oktober 2017 onder de gemeente Pöide. In die maand werd Pöide bij de fusiegemeente Saaremaa gevoegd.

## Ligging
De Põhimaantee 10, de hoofdweg van Risti naar Kuressaare, loopt langs de noordgrens van het dorp. Ten zuiden van Kahutsi ligt het natuurgebied Koigi maastikukaitseala, 23,71 km² groot.

## Geschiedenis
Bij Kahutsi zijn de resten gevonden van een Estische burcht uit de 12e eeuw. De burcht, die Kahutsi maalinn (burchtheuvel van Kahutsi) of Pöide maalinn (burchtheuvel van Pöide, naar het buurdorp Pöide) wordt genoemd, had twee concentrische ringmuren. De binnenste was 5,7 meter hoog en de buitenste 11 meter. In het midden ligt een put gevuld met stenen, die vroeger vermoedelijk een waterput was.
Kahutsi werd voor het eerst genoemd in de 15e eeuw onder de naam Kaghowere als nederzetting op het landgoed van Reina. In 1798 heette ze Kahust en in 1834 Kahheristi.
Tussen 1977 en 1997 maakten de buurdorpen Are, Iruste, Koigi en Sundimetsa deel uit van Kahutsi.

## Foto's

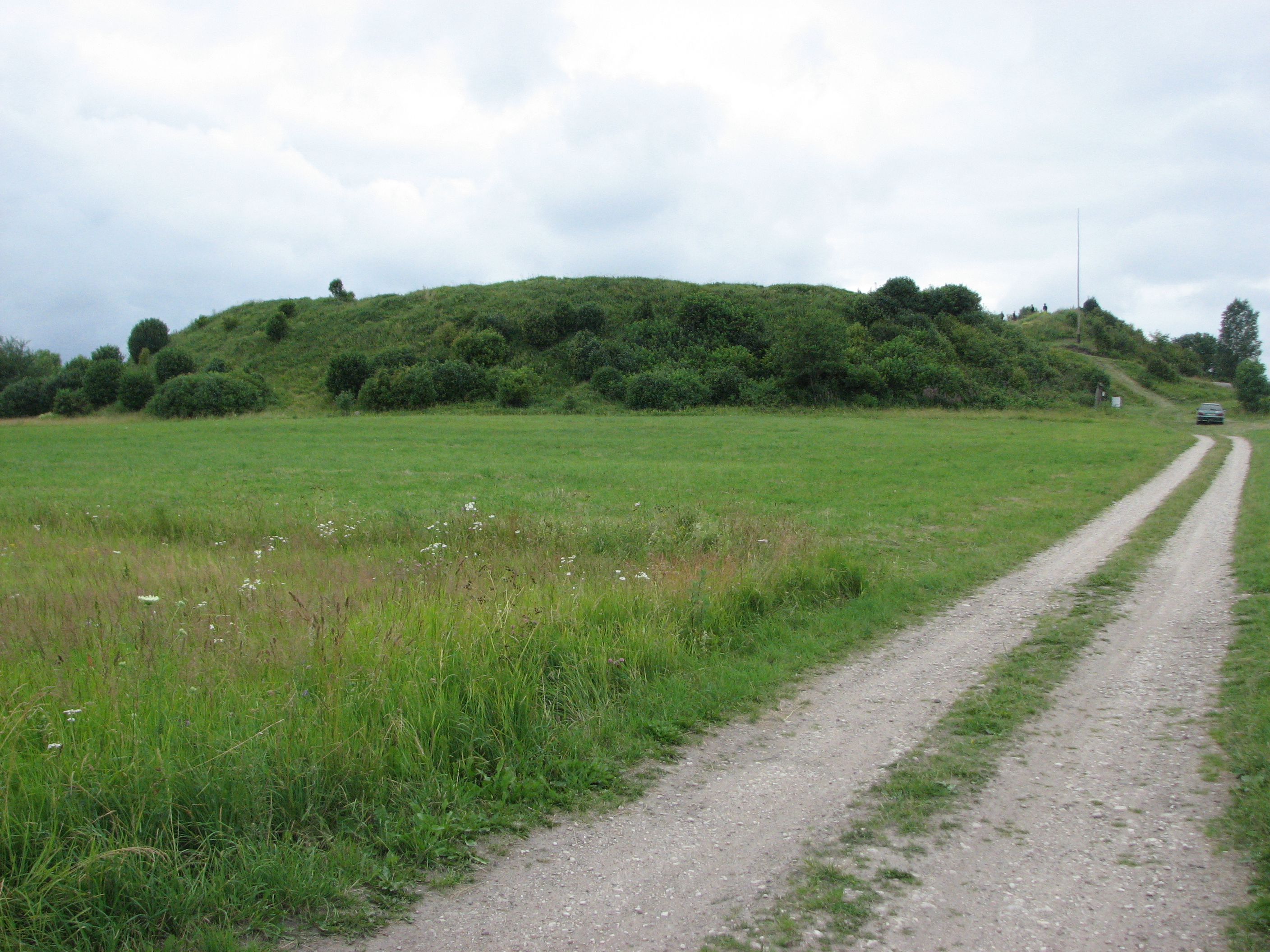
De burcht bij Kahutsi
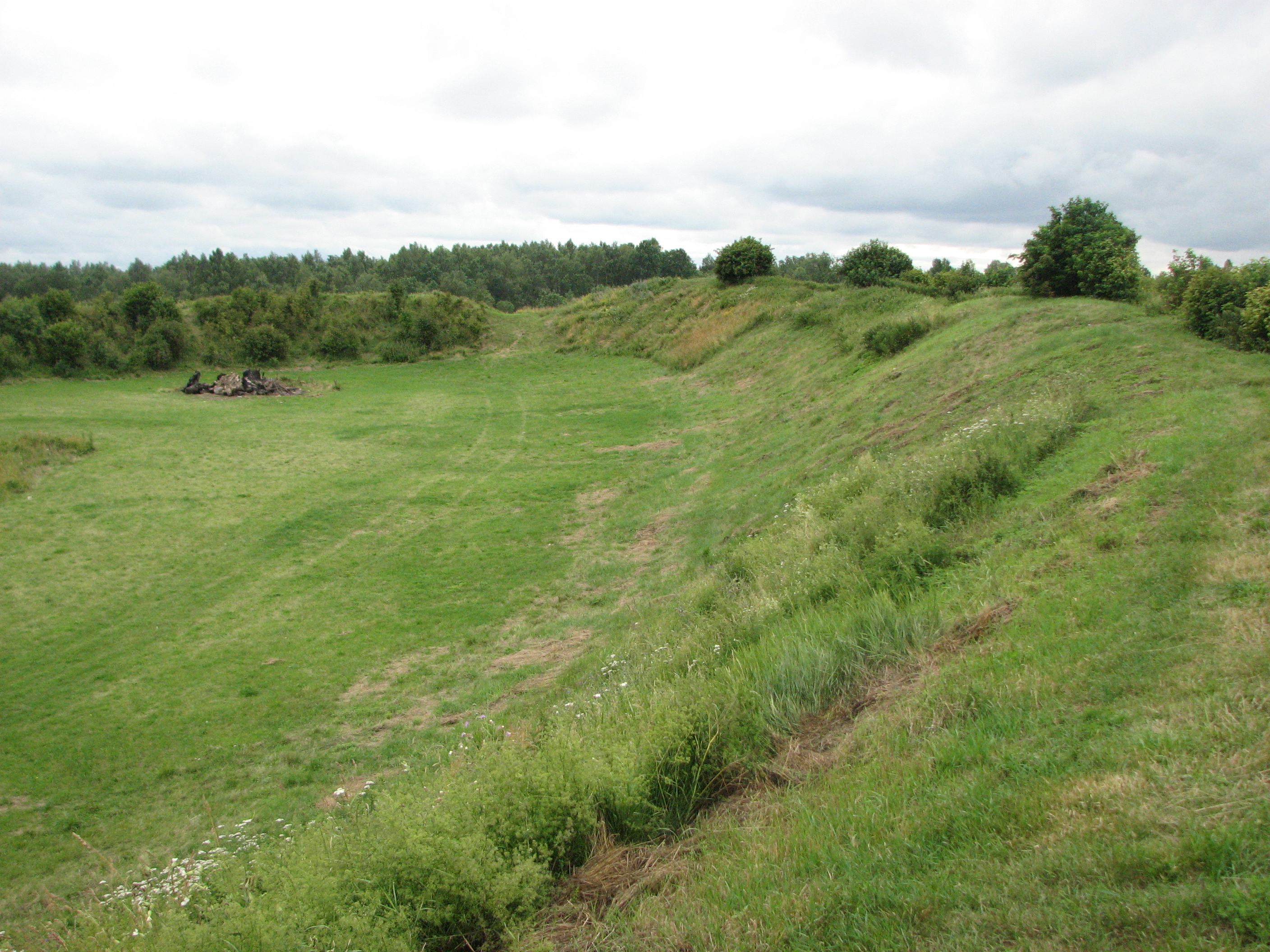
De burcht bij Kahutsi
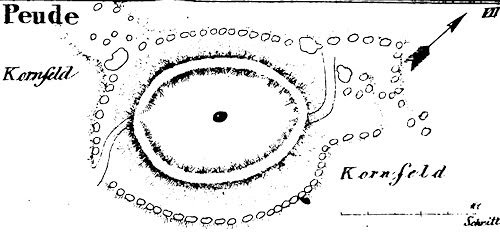
Situatieschets van de burcht, 1842